# Nelson Balongo
Nelson Felix Balongo Lissondja Vha (ur. 15 kwietnia 1999 w Tongeren) – kongijski piłkarz występujący na pozycji napastnika, od 2024 roku zawodnik RFC Seraing. Posiada także obywatelstwo belgijskie.

## Życiorys
Urodził się w Belgii, a karierę rozpoczynał w młodzieżowych drużynach Standardu Liège. W 2013 roku został juniorem Sint-Truidense VV, gdzie występował do 2017 roku. W latach 2017–2018 jako junior reprezentował Boavistę. Następnie wrócił do Sint-Truidense VV, początkowo zostając wcielonym do drużyny rezerw, a na początku 2019 roku awansując do pierwszej drużyny. W Jupiler Pro League zadebiutował 27 lipca 2019 roku w przegranym 0:1 spotkaniu z Royal Excel Mouscron. Ogółem rozegrał 24 spotkania w najwyższej belgijskiej klasie rozgrywkowej, zdobywając dwa gole. W 2022 roku przeszedł na zasadzie wolnego transferu do ŁKS Łódź, wiążąc się z klubem trzyletnim kontraktem.

## Statystyki ligowe
| Sezon     | Klub              | Liga            | Mecze | Gole |
| --------- | ----------------- | --------------- | ----- | ---- |
| 2018/2019 | Sint-Truidense VV | Eerste klasse A | 0     | 0    |
| 2019/2020 | Sint-Truidense VV | Eerste klasse A | 7     | 0    |
| 2020/2021 | Sint-Truidense VV | Eerste klasse A | 7     | 1    |
| 2021/2022 | Sint-Truidense VV | Eerste klasse A | 10    | 1    |
| 2022/2023 | ŁKS Łódź          | I liga          | 23    | 0    |